# VCL Film + Medien
Die VCL Film + Medien AG war ein deutsches Unternehmen der Medienbranche, welches zu den unabhängigen DVD-Programmanbietern im Bereich Home Entertainment zählte.
Die VCL Film + Medien AG war im Gegensatz zu Unternehmen wie Warner Bros., die Filme selbst produzieren und dann vermarkten, unabhängig von Produzenten, von denen Filmlizenzen zur Vermarktung erworben werden. Dabei blieb der Verleih an Kinos ausgespart. Die Aktie ist seit 1999 an der Deutschen Börse notiert, zuletzt im Marktsegment General Standard und nur noch als Penny-Stock. Das Unternehmen meldete 2010 die Insolvenz an.

## Geschäftsinhalt
Das Filmangebot reichte vom Blockbuster bis zum Genrefilm und umfasste weiterhin Zeichentrick-Serien, Edutainment und Special-Interest-Programme. Im Jahr 2006 nahm die VCL-Gruppe eine Erweiterung der Geschäftstätigkeit vor, wobei Dienstleistungen im Bereich der Fondsverwaltung angeboten werden. Das Unternehmen operierte zusammen mit den vier zu 100 Prozent zur Konzernmutter gehörenden Tochterunternehmen, der VCL Communications GmbH, der Cine Plus Home Entertainment GmbH, der First Film GmbH und der Allied Funds Management GmbH sowie deren Tochtergesellschaft Equity Pictures Medienfonds GmbH.
Die Kontakte des Managements der VCL Film + Medien AG zu Lizenzgebern, Händlern und Produzenten bilden die Basis der Umsetzung der Prozesskette vom Einkauf bis zur Verwertung von Filmlizenzen. Dazu zählen die Erstauswertung von DVDs, die Zweitauswertung auf Sondervertriebswegen, das Add-on-Publishing / Cover-Mount-Geschäft und Dienstleistungen rund um die Medienfondsverwaltung.

## Unternehmensgründer
Datty G. Ruth, Gründer der VCL, begann während seines Studiums der Volkswirtschaft als Konzertveranstalter tätig zu werden. Er managte Gruppen im Musikgeschäft und gründete 1975 den Schallplattenvertrieb Rainbow Records. Diese Gesellschaft übernahm den Vertrieb der Musikvideos für VCL Video, die von ihm 1981 gegründet worden war. Aufgrund neuer Marketingkonzepte und der Erweiterung des Programmes auf Spielfilme konnte er sich damit in der Medienbranche etablieren.

## Von der Unternehmensgründung bis zum Börsengang (1981–1999)
Die Gründung der VCL Video GmbH erfolgte 1981 in Frankfurt am Main durch Datty Ruth und Alan Judd. Im Jahr 1983 wurde ein Standortwechsel nach München vorgenommen. Virgin Vision, ein Unternehmen von Richard Branson, erwarb 51 Prozent und die Ringier AG 30 Prozent der Anteile – es kam zur Umfirmierung in VCL/Virgin Communications GmbH. 1989 erwarb Datty G. Ruth die Anteile von Virgin und Ringier zurück. Ein Jahr später beteiligte sich Live Entertainment mit 81 Prozent an der VCL Communications GmbH und die Firma wurde in VCL/Carolco Communications GmbH geändert.
1991 startete VCL die Vermarktung der Laserdisc. Mit dem Aufkommen des Kaufvideomarktes erweiterte VCL die Programmpalette, um Special Interest Themen wie Cindy Crawford, Discovery Channel und Dumont Reisevideos bieten zu können. Im gleichen Jahr führte VCL ein neues Vermarktungskonzept ein und sicherte sich damit über Jahre Wettbewerbsvorteile. Der Unternehmensname (Firma) wurde 1996 in VCL Communications GmbH geändert. Als es 1998 zur Markteinführung der DVD kam, zählte VCL von Beginn an zu den bedeutendsten Anbietern des neuen Mediums. 1999 entstand die VCL Film + Medien AG und firmierte als Muttergesellschaft der VCL Communications GmbH.

## Vom Börsengang bis zur Insolvenz (1999–2010)
Im Frühjahr 1999 ging die VCL Film + Medien AG in Frankfurt an die Börse. Beim Börsengang betrug das Grundkapital 13.294.000 Euro. Großaktionär war die „Ruth Holding GmbH“ (40,26 %).
Im März 2000 wurde das Unternehmen in den Aktienindex MDAX aufgenommen. Eine Kapitalerhöhung auf insgesamt 17.159.999 Aktien, verbunden mit gleichzeitigem Aktiensplit 3:1, erfolgte im Jahr 2000. Im gleichen Jahr wurde der skandinavische Medienvertrieb Scanbox erworben. Im September 2001 schied die VCL Film + Medien AG wegen zu geringer Marktkapitalisierung wieder aus dem MDAX aus und wurde in den kleineren Aktienindex SDAX aufgenommen.
Gute Kinoergebnisse bestätigten im Jahr 2003 die Produktionsbeteiligung am Actionklassiker Terminator 3. Die VCL Film + Medien AG kooperierte in den Folgejahren mit führenden Verlagshäusern in Deutschland. Dies war der Start der Heft- bzw. Add-on-DVD. Im Jahr 2005 folgte die Kooperation mit Focus-Gesundheit, um Synergien des TV-Senders und VCL zu nutzen.
Im Dezember 2006 folgte die Übernahme von Equity Pictures Medienfonds GmbH durch die Allied Film Management GmbH.
2007 hatte das Unternehmen 27 Mitarbeiter und einen Umsatz von 11,4 Mio. EUR. Die Bilanzsumme lag per 31. Dezember 2001 bei 31,9 Mio. EUR.
Am 5. Mai 2010 unterschrieb VCL Film + Medien eine Absichtserklärung zur Kooperation mit der SpiritON Media Group plc und der CCV Cinema UK Ltd. Am 20. September 2010 stellte der Konzern einen Insolvenzantrag beim Landgericht München. Am 7. März 2011 wurde das Insolvenzverfahren vor dem Amtsgericht München eröffnet.